# Okręg wyborczy nr 2 do Senatu Rzeczypospolitej Polskiej (2001–2011)
Okręg wyborczy nr 2 do Senatu Rzeczypospolitej Polskiej obejmował w latach 2001–2011 obszar powiatów dzierżoniowskiego, kłodzkiego, świdnickiego, wałbrzyskiego i ząbkowickiego (województwo dolnośląskie). Wybierano w nim 2 senatorów na zasadzie większości względnej.
Powstał w 2001, jego obszar należał wcześniej do okręgów obejmujących województwo wałbrzyskie i część województwa wrocławskiego. Zniesiony został w 2011, na jego obszarze utworzono nowe okręgi nr 4 i 5.
Siedzibą okręgowej komisji wyborczej był Wałbrzych.

## Reprezentanci okręgu
| Rok  | Senator komitet wyborczy                                        | Senator komitet wyborczy                                       | Senator komitet wyborczy               | Senator komitet wyborczy                                         |
| ---- | --------------------------------------------------------------- | -------------------------------------------------------------- | -------------------------------------- | ---------------------------------------------------------------- |
| 2001 |                                                                 | Kazimierz Drożdż KKW Sojusz Lewicy Demokratycznej – Unia Pracy |                                        | Henryk Gołębiewski KKW Sojusz Lewicy Demokratycznej – Unia Pracy |
| 2003 | Mirosław Lubiński KKW Sojusz Lewicy Demokratycznej – Unia Pracy | Kazimierz Drożdż KKW Sojusz Lewicy Demokratycznej – Unia Pracy |                                        |                                                                  |
| 2005 |                                                                 | Mieczysław Szyszka Prawo i Sprawiedliwość                      |                                        | Roman Ludwiczuk Platforma Obywatelska RP                         |
| 2007 |                                                                 | Stanisław Jurcewicz Platforma Obywatelska RP                   |                                        | Roman Ludwiczuk Platforma Obywatelska RP                         |
| 2011 | okręg zniesiony, patrz okręgi nr 4 i 5                          | okręg zniesiony, patrz okręgi nr 4 i 5                         | okręg zniesiony, patrz okręgi nr 4 i 5 | okręg zniesiony, patrz okręgi nr 4 i 5                           |

## Wyniki wyborów
Symbolem „●” oznaczono senatorów ubiegających się o reelekcję.

### Wybory parlamentarne 2001
| Kandydat                                              | Kandydat             | Komitet wyborczy                              | Głosów  |
| ----------------------------------------------------- | -------------------- | --------------------------------------------- | ------- |
|                                                       | Kazimierz Drożdż●    | KKW Sojusz Lewicy Demokratycznej – Unia Pracy | 110 356 |
|                                                       | Henryk Gołębiewski   | KKW Sojusz Lewicy Demokratycznej – Unia Pracy | 90 351  |
|                                                       | Ryszard Dudek        | Samoobrona Rzeczpospolitej Polskiej           | 46 518  |
|                                                       | Bolesław Marciniszyn | KWW Blok Senat 2001                           | 39 580  |
|                                                       | Andrzej Dubiński     | Polskie Stronnictwo Ludowe                    | 35 329  |
|                                                       | Jerzy Kubara         | KWW Blok Senat 2001                           | 33 779  |
|                                                       | Marian Kania         | Polskie Stronnictwo Ludowe                    | 22 065  |
|                                                       | Zdzisław Sobieraj    | Alternatywa Ruch Społeczny                    | 16 370  |
| Frekwencja: 43,81% Źródło: Państwowa Komisja Wyborcza |                      |                                               |         |

*Kazimierz Drożdż reprezentował w Senacie IV kadencji (1997–2001) województwo wałbrzyskie.

### Wybory uzupełniające 2003
Głosowanie odbyło się z powodu wyboru Henryka Gołębiewskiego na urząd Marszałka Województwa Dolnośląskiego.
| Kandydat                                             | Kandydat          | Komitet wyborczy                              | Głosów |
| ---------------------------------------------------- | ----------------- | --------------------------------------------- | ------ |
|                                                      | Mirosław Lubiński | KKW Sojusz Lewicy Demokratycznej – Unia Pracy | 7960   |
|                                                      | Tomasz Wójcik     | Liga Polskich Rodzin                          | 7086   |
|                                                      | Wacław Dziendziel | Polskie Stronnictwo Ludowe                    | 4685   |
|                                                      | Ryszard Dudek     | KWW Dudek-Wałowski                            | 1137   |
| Frekwencja: 3,73% Źródło: Państwowa Komisja Wyborcza |                   |                                               |        |

### Wybory parlamentarne 2005
| Kandydat                                              | Kandydat            | Komitet wyborczy                    | Głosów |
| ----------------------------------------------------- | ------------------- | ----------------------------------- | ------ |
|                                                       | Mieczysław Szyszka  | Prawo i Sprawiedliwość              | 71 010 |
|                                                       | Roman Ludwiczuk     | Platforma Obywatelska RP            | 56 261 |
|                                                       | Marek Dyduch        | Sojusz Lewicy Demokratycznej        | 36 564 |
|                                                       | Kazimierz Drożdż●   | Sojusz Lewicy Demokratycznej        | 32 459 |
|                                                       | Mariusz Barcicki    | Liga Polskich Rodzin                | 28 050 |
|                                                       | Stanisław Kucharski | Samoobrona Rzeczpospolitej Polskiej | 25 235 |
|                                                       | Jan Sałdacz         | Samoobrona Rzeczpospolitej Polskiej | 22 112 |
|                                                       | Bogusław Szpytma    | Liga Polskich Rodzin                | 20 564 |
|                                                       | Marian Kania        | Polskie Stronnictwo Ludowe          | 16 287 |
|                                                       | Andrzej Marciniak   | KWW Andrzeja Marciniaka             | 9564   |
| Frekwencja: 35,73% Źródło: Państwowa Komisja Wyborcza |                     |                                     |        |

### Wybory parlamentarne 2007
| Kandydat                                              | Kandydat            | Komitet wyborczy                      | Głosów  |
| ----------------------------------------------------- | ------------------- | ------------------------------------- | ------- |
|                                                       | Stanisław Jurcewicz | Platforma Obywatelska RP              | 106 618 |
|                                                       | Roman Ludwiczuk●    | Platforma Obywatelska RP              | 93 094  |
|                                                       | Mieczysław Szyszka● | Prawo i Sprawiedliwość                | 77 657  |
|                                                       | Mirosław Lubiński   | KKW Lewica i Demokraci SLD+SDPL+PD+UP | 51 973  |
|                                                       | Stanisław Longawa   | Polskie Stronnictwo Ludowe            | 40 630  |
|                                                       | Robert Ławski       | KKW Lewica i Demokraci SLD+SDPL+PD+UP | 34 724  |
|                                                       | Igor Bielecki       | Samoobrona Rzeczpospolitej Polskiej   | 17 083  |
| Frekwencja: 48,91% Źródło: Państwowa Komisja Wyborcza |                     |                                       |         |